# حضرة الموقف (مسلسل)
حضرة الموقف مسلسل كويتي عرض في رمضان عام 2022

## قصة العمل
دراما اجتماعية تدور أحداثها حول صراع الطبقات الغنية وعلاقات الأقارب بين فاطمة التي جسدتها هيفاء عادل ونورا التي جسدتها زهرة الخرجي كما يتناول المشكلات التي تمر بها البيوت والأسر الكويتية

## الممثلون
- مريم الصالح (حصة)
- هيفاء عادل (فاطمة)
- زهرة الخرجي (نورا)
- عبدالله التركماني (يوسف)
- هبة الدري (شيخة)[4]
- ليالي دهراب (أوليفيا)
- عبير أحمد  (ليلى)
- عبدالعزيز الحداد (هيثم)
- محمد الدوسري (ناصر)
- نواف العلي (عزيز)
- منصور البلوشي (عبد الله)
- كفاح الرجيب (الجازي)[5]
- سارة القبندي (فجر)